# Masitinib
Le masitinib est un inhibiteur de tyrosine kinase en cours de test comme médicament.

## Mode d'action
Il est inhibiteur spécifique du CD117 (appelé aussi KIT).

## Efficacité
Il améliore les symptômes de la mastocytose systémique humaine mais également l'évolution de la mastocytose canine.
Le masitinib constitue aussi une option thérapeutique potentielle pour l’asthme sévère non contrôlé.
Il serait également une option thérapeutique pour la sclérose latérale amyotrophique (SLA) grâce à une action de neuroprotection en inhibant l'activité de la migroglie, des macrophages et des mastocytes dans les systèmes nerveux central et périphérique pour atténuer la neuroinflammation. Dans une SLA, le mastinib pourrait réduire la prolifération et la migration microgliales induites par le M-CSF, diminuer les cellules gliales aberrantes, inhiber la neuroinflammation et prolonger la survie post-paralysie.
AB Science a annoncé les résultats de l'étude de phase 2B/3 (AB09004 - NCT01872598) évaluant le masitinib chez des patients atteints de la maladie d'Alzheimer, sous sa forme légère ou modérée : amélioration du score ADAS-Cog (en).